# يلينا بوبوفيتش
يلينا بوبوفيتش (بالسيريلية الصربية: Јелена Поповић) مواليد 4 سبتمبر 1984 في كارلوفاتش، جمهورية يوغوسلافيا الاشتراكية الاتحادية، هي لاعبة كرة يد صربية تلعب كظهير أيمن. حققت المركز الثاني في بطولة العالم لكرة اليد للسيدات 2013.

## سجل المنافسة
شاركت في البطولات التالية:
- بطولة العالم لكرة اليد للسيدات 2013
- بطولة أوروبا لكرة اليد للسيدات 2012
- بطولة أوروبا لكرة اليد للسيدات 2014

## الميداليات
| الميدالية | المسابقة                            |
| --------- | ----------------------------------- |
| فضية      | بطولة العالم لكرة اليد للسيدات 2013 |
| فضية      | ألعاب البحر الأبيض المتوسط 2005     |

## روابط خارجية
- يلينا بوبوفيتش على موقع الاتحاد الأوروبي لكرة اليد (الإنجليزية)